# Фінська кало
Фінська Кало (kaalengo tšimb) — мова ромської мовної сім'ї (підгрупа індоєвропейської), якою розмовляє фінські кале. Мова споріднена, але не є взаємнозрозумілою зі скандороманською або англороманською мовами.
Фінською кало розмовляє 6000—10 000 осіб, однак багато молодих людей кале її не знають. Більшість носіїв є представниками старшого покоління, приблизно дві третини ромів у Фінляндії все ще розмовляють цією мовою. Були спроби відродження цієї мови серед народу. Випущено словники та граматичні підручники, а деякі університети пропонують фінську мову кало як курс. Вона має деякі подібності до ромських мов в Угорщині, де наголос ставиться на перший склад слова. Це може бути пов'язано з тим, що і фінські, і угорські слова мають фіксований початковий наголос, властивість, яка поширилася на ромські мови. Фінську мову кало почали вивчати в школах з кінця 1980-х років, а поодинокі курси були доступні ще в 1970-х роках.

## Сучасність

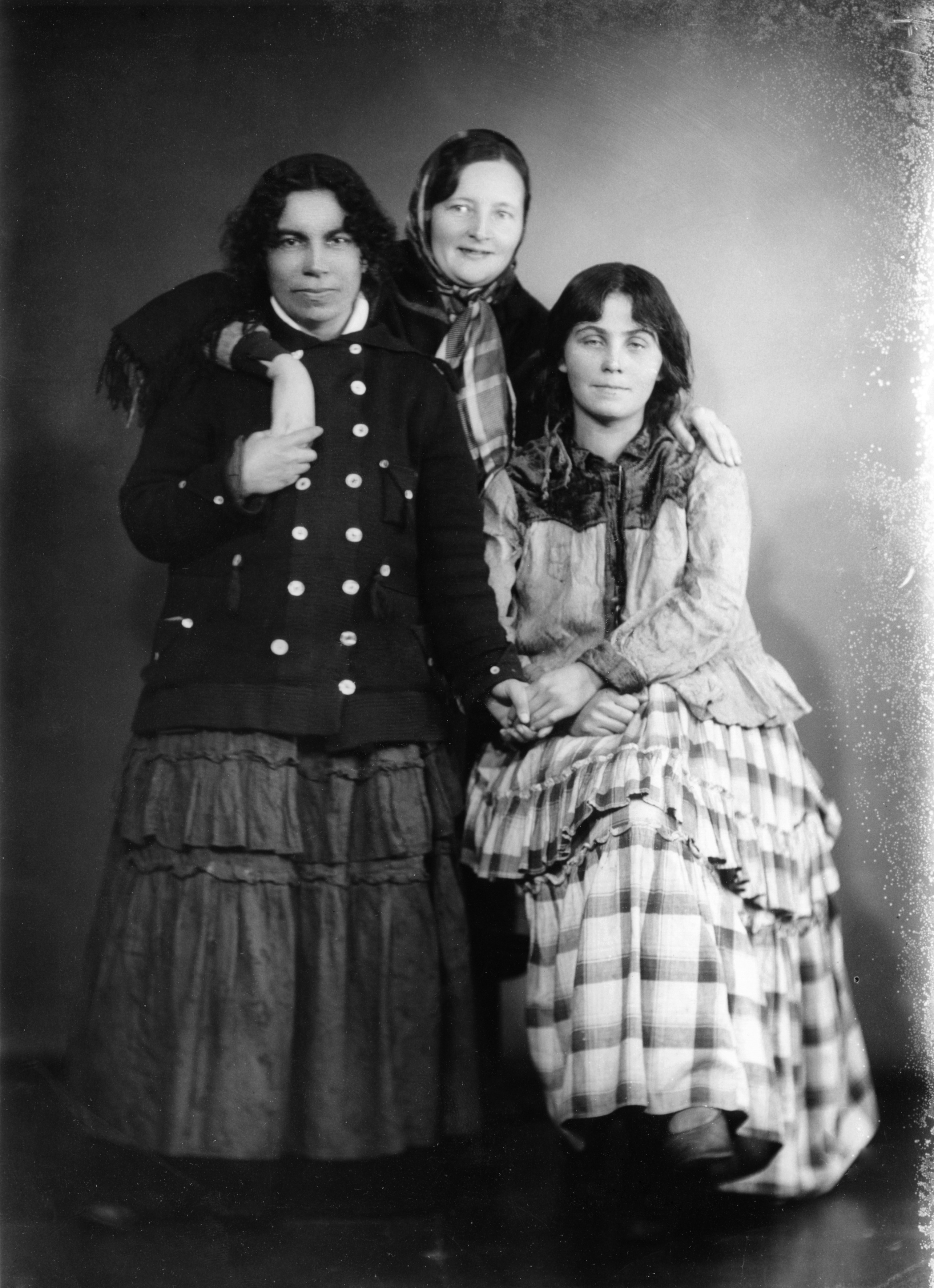
Три фінські ромки в 1930-х роках

У 2012 році лише 30 % із 13 000 ромів у Фінляндії вільно розмовляли кало, а близько 50 % могли її зрозуміти. Зараз носії кало рідко передають мову дітям, хоча в останні роки були зроблені спроби відродити її. У Рованіємі є мовні гнізда, а в Гельсінкі були створені курси ромської мови. У Фінляндії муніципалітети можуть створювати курси ромської мови, якщо є достатній попит, хоча у них виникають проблеми через брак ресурсів. Фінські роми у Швеції мають право на освіту мовою кало та фінською.